# 4-Propylanisol
4-Propylanisol ist eine chemische Verbindung aus der Gruppe der Phenolether.

## Vorkommen
4-Propylanisol kommt natürlich in manchen Honigsorten und Katsuobushi vor.

## Gewinnung und Darstellung
4-Propylanisol kann durch Hydrierung von Anethol mit einem Nickelkatalysator gewonnen werden.

## Eigenschaften
4-Propylanisol ist ein farblose Flüssigkeit, die löslich in Ethanol ist.

## Verwendung
4-Propylanisol wird als Aromastoff verwendet.